# Andricus rubripes
Andricus rubripes är en stekelart som först beskrevs av Thomson 1877.  Andricus rubripes ingår i släktet Andricus, och familjen gallsteklar. Arten är reproducerande i Sverige.